# Louis Paul Boon
Louis Paul Boon (ur. 15 marca 1912, zm. 10 maja 1979) – urodzony w Aalst jako Lodewijk Paul Albrecht Boon belgijski pisarz tworzący w języku niderlandzkim. Pochodził z klasy pracującej. Opuścił szkołę w wieku 16 lat by pomagać ojcu jako wędrowny malarz. Wieczorami i weekendami studiował sztukę w Aalsterse Academie voor Schone Kunsten, ale z powodu braku środków musiał przerwać naukę. Zaangażował się w ruch związkowy i polityczny o charakterze lewicowym. Należał do partii komunistycznej, której był współorganizatorem. Współpracował z pismami lewicującymi, np. De Rode Vaan (1945-1946), Front (1946-1947), Vooruit i De Vlaamse Gids (1948). Uczestniczył w działaniach wojennych 1940 r., przebywając pół roku w niewoli niemieckiej.
W twórczości dawał wyraz swym przekonaniom społecznym i politycznym, opisując życie robotników i miejskiej biedoty. Tworzył także powieści obyczajowe, historyczno-przygodowe, kryminalno-sensacyjne oraz reportażowe. Pisał również opowiadania, biografie, nowele i reportaże. Boon jest autorem takich dzieł, jak: Zapomniana ulica (1946), Droga z kapliczką (1953), Menuet (1955), Pieter Daens (1971), De Zwarte Hand (1976), De Bende van Jan de Lichte, De zoon van Jan de Lichte.

## Wybrane dzieła
- 1941 – De voorstad groeit
- 1944 – Abel Gholaerts
- 1946 – Vergeten straat (pol. Zapomniana ulica w tłum. Ryszarda Pyciaka, PIW 1977; książka ukazała się w serii Współczesna Proza Światowa)
- 1946 – Mijn kleine oorlog
- 1953 – De Kapellekensbaan (wyd. pol. pt. Droga z kapliczką w tłum. Ryszarda Pyciaka, Czytelnik, Warszawa 1982)
- 1956 – Zomer te Ter-Muren
- 1962 – De zoon van Jan de Lichte
- 1966 – Dorp in Vlaanderen
- 1957 – Geniaal, maar met korte beentjes
- 1967 – Wat een leven
- 1969 – Over mijn boeken
- 1972 – Pieter Daens of hoe in de negentiende eeuw de arbeiders van Aalst vochten tegen armoede en onrecht